# Seeversiella texana
Seeversiella texana är en skalbaggsart som beskrevs av Vladimir I. Gusarov 2003. Seeversiella texana ingår i släktet Seeversiella och familjen kortvingar. Inga underarter finns listade i Catalogue of Life.